# Holton (Kansas)
Holton ist eine Stadt (City) und Verwaltungssitz im Jackson County im US-Bundesstaat Kansas. Das U.S. Census Bureau hat bei der Volkszählung 2020 eine Einwohnerzahl von 3401 ermittelt.

## Persönlichkeiten
- Case Broderick (1839–1920), Politiker
- Albert M. Cole (1901–1994), Politiker
- Don C. Edwards (1861–1938), Politiker
- Lynn Jenkins (* 1963), Politikerin